# فرانك باومان
فرانك باومان (بالألمانية: Frank Baumann) (مواليد 29 أكتوبر 1975) هو لاعب كرة قدم ألماني دولي سابق كان يلعب كمدافع. اعتزل اللعب عام 2009. سبق له أن لعب في كأس العالم لكرة القدم 2002 مع منتخب بلاده.

## مسيرته الكروية
لعب فرانك باومان خلال مسيرته الاحترافية مع ناديين في خمسة عشر موسمًا وسجل خلالها 26 هدفًا ضمن 390 مباراة. حيث فاز في موسمين بالكأس وفي موسم واحد بالدوري.
خاض فرانك باومان مسيرته مع نادي نورنبرغ في موسم 1994–95 ليلعب معه خمسة مواسم، مشاركًا في 130 مباراة سجل خلالها 11 هدفًا. ثم انتقل إلى نادي فيردر بريمن في موسم 1999–00 ليلعب معه عشرة مواسم، حيث شارك في 260 مباراة سجل خلالها 15 هدفًا.

## روابط خارجية
- فرانك باومان على موقع الاتحاد الأوربي (الإنجليزية)
- فرانك باومان على موقع قاعدة بيانات كرة القدم.إي يو (الإنجليزية)
- فرانك باومان على موقع بيانات كرة القدم. دي إي (الألمانية)
- فرانك باومان على موقع ناشيونال فوتبول تيمز (الإنجليزية)
- فرانك باومان على موقع Soccerway.com (الإنجليزية)
- فرانك باومان على موقع عالم كرة القدم.نت (الإنجليزية)